# Chronicle Security
Chronicle Security, còn được gọi là Chronicle, là một công ty an ninh mạng và hiện là một phần của Google Cloud Platform. Sau khi công ty này được sáp nhập thì Chronicle còn được gọi là Google Security Operations hay Google SecOps.
Chronicle Security ban đầu là một sản phẩm của X Development, nhưng sau đó đã trở thành công ty riêng vào tháng 1 năm 2018. Chronicle chuyên phát triển các công cụ dành cho các doanh nghiệp để ngăn chặn tội phạm mạng. Vào tháng 3, Chronicle đã công bố "Backstory" tại RSA 2019, đồng thời công bố các sản phẩm gồm VirusTotal và UpperCase cung cấp thông tin về mối đe dọa (ID và URL độc hại đã biết).
Vào tháng 6 năm 2019, Thomas Kurian thông báo rằng Chronicle sẽ được sáp nhập vào Google Cloud.